# تاکاساگو
تاکاساگو (انگلیسی: Takasago) شرکت صنایع شیمیایی ژاپنی است، که در سال ۱۹۲۰ تأسیس شد.